# پردمه
پردمه، روستایی ییلاقی از توابع بخش لاریجان شهرستان آمل در استان مازندران ایران است. این روستا محل تولد میرزا هاشم آملی پدر برادران لاریجانی است. دلیل این نامگذاری آب و هوای سرد این ییلاق و همچنین مه آلود شدن هوا در اغلب روزهای سال است.

## جمعیت
این روستا در دهستان لاریجان سفلی قرار داشته و براساس آخرین سرشماری مرکز آمار ایران که در سال ۱۳۸۵ صورت گرفته، جمعیت آن در زمستان‌ها ۹ نفر (۴خانوار) بوده‌است.